# Caspar Berens

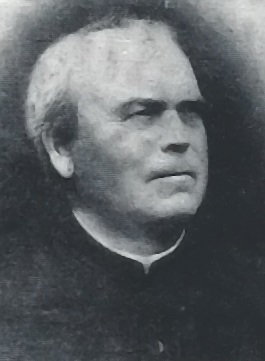
Caspar Berens

Caspar Berens (* 24. April 1836 in Kruberg; † 16. Mai 1912 in Rumbeck) war ein katholischer Geistlicher Rat, Schriftsteller, Dichter des Kolpingliedes und Präses des Kolpingvereines. Er war maßgeblich an der Ansiedlung des Klosters Oeventrop in seinem Sprengel beteiligt.

## Leben
Berens war Sohn eines Landwirtes, er besuchte die Volksschule in Rahrbach und machte sein Abitur am Laurentianum in Arnsberg. Erst in Münster und danach in Paderborn studierte er Theologie und Philosophie. 1860 wurde er von Bischof Konrad Martin zum Priester geweiht. Seine erste Anstellung als Kaplan erhielt er in der Gemeinde St. Marien in Siegen. 1860 wurde er als zweiter Kaplan nach Arnsberg versetzt. Am 17. Mai 1870 wurde er als Pfarrverweser nach Rumbeck berufen und im selben Jahr zum Pfarrer der Gemeinde St. Nikolaus ernannt.
Während des Kulturkampfes im Herbst 1881 in Westfalen waren die katholischen Gemeinden Niedersfeld, Bigge, Assinghausen, Ramsbeck Velmede, Meschede, Eversberg, Freienohl und Arnsberg ohne Priester. Nur Ramsbeck war mit Berens besetzt, der hier seit 1870 Seelsorger war. Es gab den sogenannten Kanzelparagraphen, nach dem es Geistlichen verboten war, öffentliche staatliche Angelegenheiten in einer den öffentlichen Frieden gefährdenden Weise zu kritisieren. Dies Gesetz wurde durch den Staat kleinlich ausgelegt. Zusätzlich traten die Mai- und Kanzelgesetze in Kraft, mit denen Berens in Konflikt geriet. Wegen Friedensgefährdung wurde er angeklagt und musste eine achttägige Haftstrafe in der Festung Wesel verbüßen. Da er die fälligen Gebühren für das Gerichtsverfahren nicht begleichen konnte, wurde seine Wohnungseinrichtung gepfändet. Es fand sich allerdings kein Fuhrmann, der bereit war, die Möbel nach Arnsberg zu bringen. So wurde von der Behörde das Primizgeschenk Berens, eine Sprungdeckeluhr versteigert. Das Höchstgebot gaben Bekannte ab und die Uhr ging zurück an Berens. Er wurde aus der Pfarrwohnung verwiesen und wirkte und lebte fünf Jahre lang in verschiedenen Privathaushalten, ein Einkommen erzielte er in dieser Zeit nicht.

## Kolpinglied
Das „Kolpinglied“ dichtete er 1865 in Arnsberg und ließ es nach einer alten Volksweise vertonen. Es wird noch heute in allen 24 Ländern, in denen Kolpingfamilien bestehen, gesungen. Der Titel des Liedes lautet Vater Kolping und beginnt „’S war einst ein braver Junggesell, er lebe ewig hoch. Sein Name klingt so weit so hell“. Mit dem Refrain „Vater Kolping lebe hoch!“ endet das Lied.

## Schriften
- Das Leben Jesu nach den vier Evangelien in Predigten dargestellt und betrachtet. Vier Bände. Verlag der Bonifacius-Druckerei, Paderborn 1894, 1896, 1899 und 1902.
- Louise Lateau nach den neuesten Beobachtungen und Erscheinungen. Verlag der Bonifacius-Druckerei, Paderborn 1878.

## Ehrungen
- Je eine Gedenktafel für Berens befinden  sich am Pfarrhaus in Rumbeck und in der Rumbeckerstraße in Arnsberg.[6]
- Der Rote Adlerorden wurde 1890 „in Würdigung seiner Verdienste“ verliehen.[7]
- Am 1. Dezember 1892 wurde ihm das Amt des Definitors des Dekanats Arnsberg verliehen.
- Am 24. März 1910 wurde er von Bischof Karl Joseph Schulte zum Geistlichen Rat ernannt.[8]